# Live Your Life
"Live Your Life" é um single escrito por T.I. e Rihanna para o sexto álbum de T.I., Paper Trail, é o segundo single do álbum e a quinta faixa.

## Videoclipe
No vídeo mostra T.I. a ser espancado, mas no fim percebe que tem de viver a sua vida, sem esquemas negros e é Rihanna que lhe ensina isso mesmo, cantando ao vivo num bar e no camarim antes da performance.

## Desempenho nas paradas
"Live Your Life" foi considerado o single com mais sucesso do álbum Paper Trail, por ter conseguido ficar 7 semanas em #1 na maior parada musical, a Billboard.
É o segundo single que T.I. consegue colocar em primeiro e o quinto de Rihanna.
Devido ao grande desempenho, foram considerados os melhores artistas em colaboração em 2008.

### Posições
| Top (2008/2009)                            | Melhor posição |
| ------------------------------------------ | -------------- |
| Estados Unidos - Billboard Hot 100         | 1              |
| Estados Unidos - Billboard Pop 100         | 1              |
| Canadá                                     | 4              |
| Reino Unido                                | 2              |
| Irlanda                                    | 3              |
| Áustria                                    | 5              |
| Austrália                                  | 3              |
| Áustria Austrian Singles Chart             | 5              |
| Bélgica Belgian Ultratop 50 Singles        | 15             |
| União Europeia - Eurochart Hot 100 Singles | 4              |
| Brasil                                     | 4              |
| Portugal                                   | 7              |